# 楡井希実
楡井 希実（にれい のぞみ、2001年5月21日 - ）は、日本の声優。ホーリーピーク所属。

## 経歴
東京都出身。双子の妹がいる。父親がアニメ好きであったことと、中学時代、友人に『ラブライブ！』を勧められたことがきっかけでアニメ好きとなった。特に『ラブライブ！』は視聴したときに受けた衝撃が大きく、μ'sの東條希のコスプレをするほどのめり込んでいる。その当時は声優を目指すつもりはなかったが、『ラブライブ！』を見続けるうちに、自身も演じる側に立ちたいという思いを抱くようになった。
「ラブライブ!シリーズ」への出演を目指して、『ラブライブ!スーパースター!!』のオーディションを受験したが落選。その後、『ラブライブ!蓮ノ空女学院スクールアイドルクラブ』のオーディション受験の際には、自身の特技でもあるダンス（ヒップホップダンス）に力を入れてアピールし、合格を勝ち取った。『蓮ノ空』で声優デビューとなる。
2025年2月14日、自身のファンクラブ「にれ日和」を開設した。

## 人物
趣味は歌、読書、手芸。時間のあるときに書店を巡って衝動買いしたり、図書館で興味のある本を探したりしている。また、母親が手芸を得意としているため、一緒にスポンジやピアスなどの小物を作ることもある。
小学校時代は水泳を苦手としていたが、学校の水泳検定の昇級が上手くいかないことに悔しさを感じたため、スイミングスクールに通い出した。個人メドレーまで泳げるようになったところで、英会話に興味が移ったためスクールを退会したが、現在でも特技に水泳を挙げている。

## 出演
太字はメインキャラクター。

### ゲーム
- Link!Like!ラブライブ!（2023年 - 2025年、日野下花帆[6]）

## ディスコグラフィ

### キャラクターソング
| 発売日        | 商品名           | 歌 | 楽曲                 | 備考                                                                                 |
| ------------- | ---------------- | --- | -------------------- | ------------------------------------------------------------------------------------ |
| 2023年12月6日 | 異次元★♥BIGBANG  | 島村卯月（大橋彩香）、最上静香（田所あずさ）、月岡恋鐘（礒部花凜）、高海千歌（伊波杏樹）、上原歩夢（大西亜玖璃）、澁谷かのん（伊達さゆり）、日野下花帆（楡井希実） | 「異次元★♥BIGBANG」  | ライブイベント『異次元フェス アイドルマスター★♥ラブライブ！歌合戦』テーマソング      |
| 2024年9月20日 | Bring the LOVE！ | 渡辺曜（斉藤朱夏）、上原歩夢（大西亜玖璃）、澁谷かのん（伊達さゆり）、日野下花帆（楡井希実）、高坂穂乃果（新田恵海）                                               | 「Bring the LOVE！」 | ライブイベント『LoveLive! Series Asia Tour 2024 ～みんなで叶える物語～』テーマソング |

## 書籍

### デジタル写真集
- 可愛すぎて爆発する（2024年3月14日、集英社）
- 釜山でも爆発してた（2024年12月19日、集英社）
- 初表紙で予測不能の爆発が起きた！（2025年6月12日、集英社）